# Lactobacillus mucosae
Lactobacillus mucosae is een bacteriesoort behorende tot het geslacht Lactobacillus en valt onder de melkzuurbacteriën. De soort is geïsoleerd uit het darmslijn (mucosa) van varkens.
Het is een gram-positieve facultatief anaerobe staafvormige bacterie.